# Traza tradicional francesa
La traza tradicional francesa es una recopilación de los medios gráficos en uso desde el siglo XIII en Francia que permitían explicar mediante el dibujo y con una gran precisión la realidad de los volúmenes de un edificio y las características y los tipos de unión entre las piezas de madera que permitían componerlos. Es objeto de una enseñanza particular, distinta a la teoría y la práctica de la arquitectura. Mediante este procedimiento, el maestro carpintero puede determinar en el taller y de forma prefabricada todas las piezas, por muy complejas que sean, de manera que en el momento de la puesta en obra de la carpintería de construcción pueda asegurarse que todas las uniones encajan perfectamente, incluso las más complejas y voluminosas.

## Historia
El compagnonnage o tradición gremial atribuye la invención de la Traza tradicional a Pitágoras, quien se habría iniciado en la práctica de los constructores egipcios.
Eugène Viollet-le-Duc, en el artículo Trait (art du), de su Dictionnaire raisonné de l’architecture française du XIe au XVIe siècle, estima que el tratado de carpintería de construcción fue elaborado por los maestros y oficiales artesanos carpinteros a finales del siglo XIII, en las grandes obras de Francia, al igual que la estereotomía, que es el arte del trazado de la piedra, fue inventado por los aparejadores y maestros talladores de piedra.
El matemático Gaspard Monge inventó la geometría descriptiva inspirándose en el arte del trazado, y comenzó la enseñanza de la misma a partir de 1766. Tras demostrar, generalizar y racionalizar los métodos de trazado gremiales, publicó sus trabajos en 1770. El uso industrial y las normalizaciones que resultaron de su obra dieron como resultado el dibujo técnico desde principios del siglo XIX.
Nicolas Fourneau (1722-1792), profesor de la Escuela nacional de puentes y caminos, es otra figura importante en la elaboración de las técnicas del trazado de carpintería de construcción en Francia. La construcción de sus ventanas abuhardilladas atestigua mediante su ejecución la maestría de un carpintero excepcional. A Fourneau se deben numerosas obras sobre el tema, ilustradas en diversas planchas.
El compagnonnage contribuyó rápidamente a la difusión y al crecimiento de la traza tradicional en Francia. Su conocimiento gradual permitió acompañar la progresión iniciática de los miembros itinerantes. El objetivo del desarrollo moral y técnico, muy valorado dentro de las sociedades gremiales, fue siempre mostrar un conocimiento cada vez más refinado de la traza y de sus aplicaciones. Actualmente, el trazado tradicional no es exclusivo de las enseñanzas del compagnonnage. Se practica en algunas partes del territorio francés, en particular en centros de formación, institutos de formación profesional y también en algunas empresas, donde forma parte de su actividad cotidiana.
En 2009, la Unesco incluyó la «Tradición de la traza en la carpintería de construcción francesa» en la lista representativa del Patrimonio cultural inmaterial de la Humanidad, después de que esta destreza haya sido inscrita en el Inventario del patrimonio cultural inmaterial en Francia.